# Eladio Dieste
Eladio Dieste (Artigas, Uruguay, 1 de diciembre de 1917 - Montevideo, 19 de julio de 2000) fue un ingeniero civil uruguayo reconocido mundialmente por la invención, desarrollo y utilización del sistema constructivo en ladrillo y acero que él denominó cerámica armada.

## Obra
Dieste egresó de la Facultad de Ingeniería de la Universidad de la República en 1943.
La obra de Dieste toma el ladrillo y lo lleva a su máxima liviandad en la creación de superficies curvas a partir de una nueva tecnología que el denominó cerámica armada; construcciones abovedadas realizadas con ladrillo, armadura de acero y un mínimo de hormigón.
Este sistema constructivo consigue diseñar finas láminas a partir de la combinación de ladrillo, hierro y mortero, las que se construyen sobre un encofrado móvil. La base de estas superficies es el diseño; se trata de estructuras capaces de resistir las solicitaciones que se ejercen sobre ellas gracias a su forma y no a su masa, lo que conlleva un requerimiento menor de materiales.
Este tipo de construcciones tuvo mucha aceptación porque permiten mayor liviandad, prefabricación y sistematización en la repetición de sus componentes, con costos competitivos para el mercado. Su obra es objeto de estudio en distintas universidades y lo llevó a recibir el título de arquitecto honorario, siendo el único en poseerlo en Uruguay.
Entre sus obras, destacan la iglesia del Cristo Obrero y la iglesia de San Pedro del Durazno, ambas en Uruguay. En España construyó cinco iglesias en el corredor del Henares y otras construcciones para la Universidad de Alcalá.
También se ocupó de la gestión de procesos y de la innovación en técnicas constructivas.

## Reconocimientos

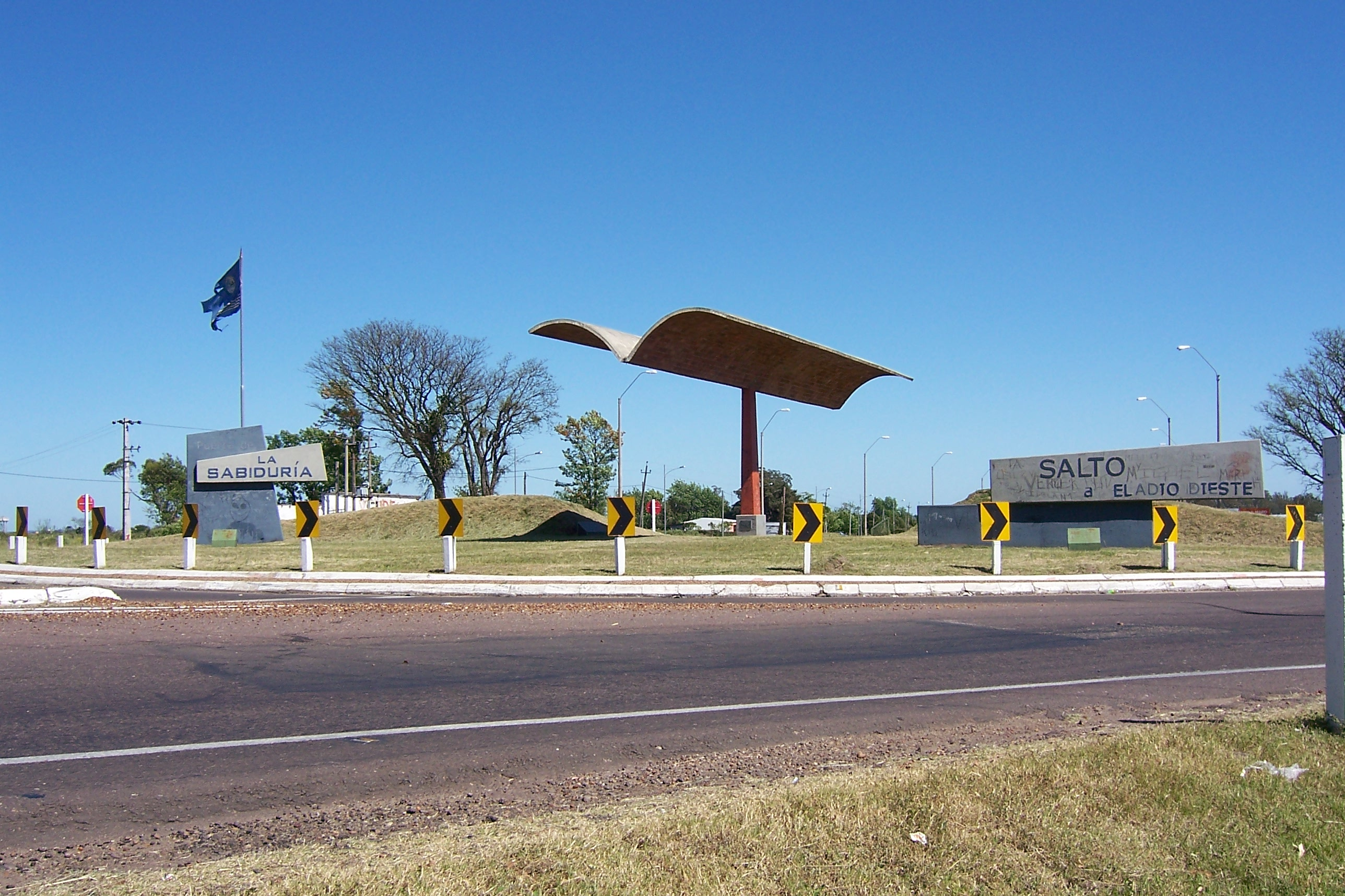
Monumento homenaje en la ciudad de Salto.

El 1 de junio de 1993, recibió el doctorado honoris causa de la Universidad de la República; y el 9 de diciembre de 1999, fue nombrado doctor honoris causa por la Universidad de Montevideo.
El año 2005 fue designado como «año Eladio Dieste» por parte del Museo de Arte Moderno de Nueva York, la Universidad de Princeton y el MIT de Massachusetts, como forma de homenajear a su obra.

### Patrimonio de la humanidad de la Unesco
El 27 de julio de 2021, la "Obra del ingeniero Eladio Dieste: iglesia de Atlántida" fue consagrada como patrimonio de la humanidad por la 44.ª sesión del Comité del Patrimonio de la Humanidad.

### El señor de los ladrillos
En el año 2006, los días 7 y 8 de octubre se celebró en Uruguay el Día del Patrimonio bajo el lema «Tradición e Innovación» Eladio Dieste: el señor de los ladrillos. Durante los días previos la prensa realizó una cobertura especial sobre la vida de Dieste, y sus obras, distribuidas a lo largo y ancho del país, fueron visitadas durante todo el fin de semana. Dicha celebración contribuyó muy eficazmente a la valoración y difusión de la obra de Dieste en Uruguay.

### Escritos sobre arquitectura
En 2004 la editorial Princeton Architural Press publicó el primer estudio monográfico de su obra escrito en inglés. La publicación repasa la trayectoria de Dieste a través de escritos realizados por Stanford Anderson, Edward Allen y John Ochsendorf, entre otros.
En 2011 se publicó el libro Escritos sobre arquitectura. Eladio Dieste, compilado por László Erdélyi y Graciela Silvestri.

“La forma es un lenguaje, y ese lenguaje debe sernos inteligible; estamos ansiosos de inteligibilidad y, por lo tanto, de expresión. Parte del desasosiego moderno se debe a la ausencia de expresividad legítima, a que nos rodean cosas que ostentan un hermetismo que es la negación de lo que supondría la fraternidad que damos por supuesta y que naturalmente debería leerse en la obra del hombre en el espacio.”
Eladio Dieste.

## Listado de obras

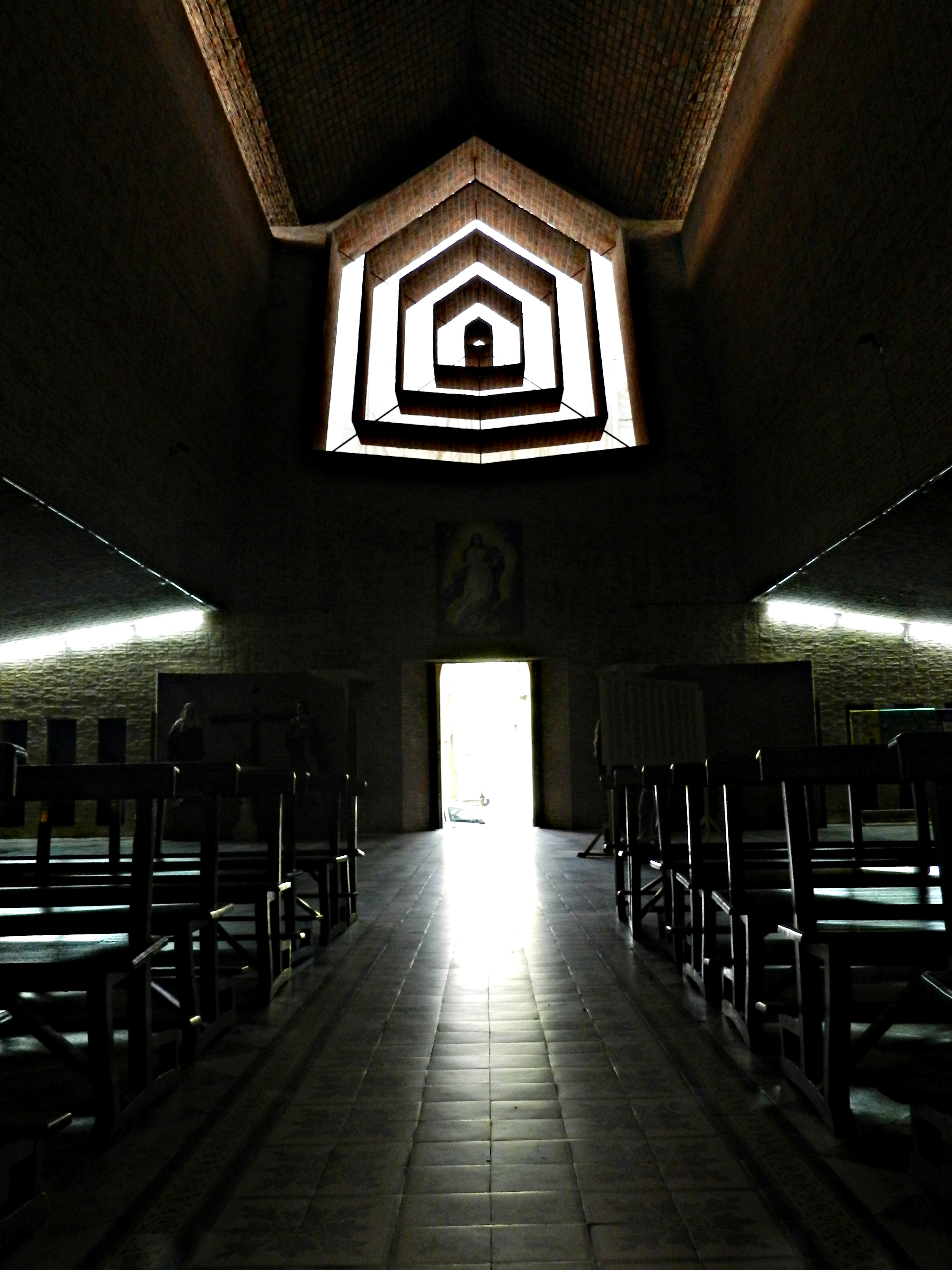
Iglesia de San Pedro del Durazno

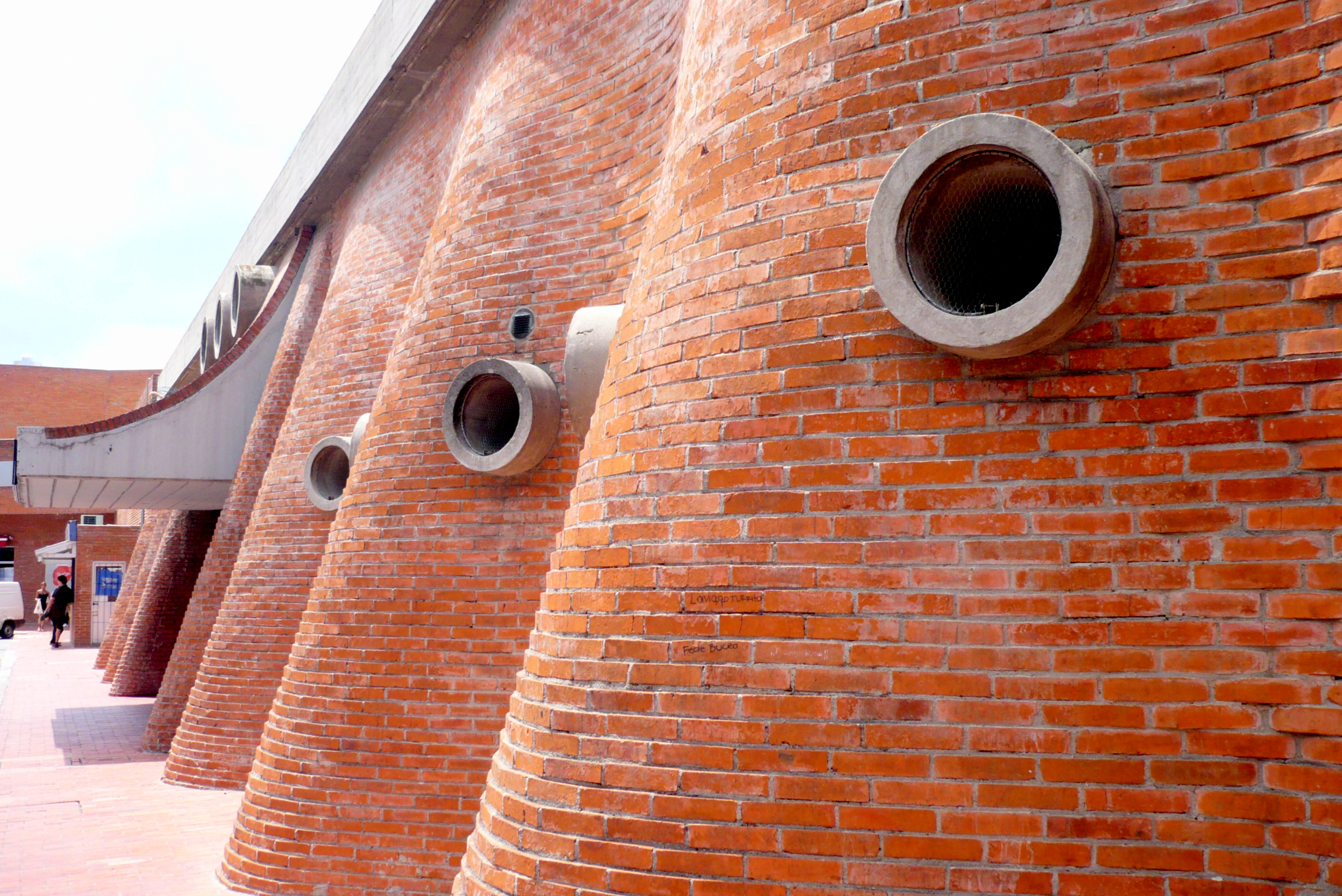
Montevideo Shopping

- Iglesia Cristo Obrero, Atlántida (Uruguay)[10]
- Iglesia San Pedro, Durazno (Uruguay), con réplica en Mejorada del Campo (España)[11]
- Iglesia de San Juan de Ávila, Alcalá de Henares (España)[12]
- Iglesia de Nuestra Señora de Belén, Alcalá de Henares (España)[12]
- Iglesia de la Sagrada Familia, Torrejón de Ardoz (España)[12]
- Iglesia Madre del Rosario, Mejorada del Campo (España)[12]
- Iglesia de la Santa Cruz, Coslada (España)
- Iglesia de Nuestra Señora de Lourdes, Montevideo (Uruguay)[12]
- Capilla San José, Montevideo (Uruguay)
- Fábrica TEM S.A.
- Banco de Seguros del Estado, Montevideo (Uruguay)
- Fábrica CALNU, Bella Unión (Uruguay)
- Gimnasio Municipal de Artigas, Artigas (Uruguay)
- Vivienda propia, Montevideo (Uruguay)
- Packing Caputto, Salto (Uruguay)
- Mercado en Porto Alegre (Brasil)
- Terminal de ómnibus de Salto, Salto (Uruguay)
- Mercado de Maceio (Brasil)
- Parador Ayuí, Salto (Uruguay)
- Agroindustrias Domingo Massaro S.A., Canelones (Uruguay)
- Depósito "Julio Herrera y Obes", Puerto de Montevideo (Uruguay)
- Central Lanera Uruguaya (Uruguay)
- Montevideo Shopping Center, Montevideo (Uruguay)
- Azucitrus S.A., Paysandú (Uruguay)
- Gimnasio de Maldonado, Maldonado (Uruguay)
- Silos (Treinta y Tres, Colonia y Río Negro en Uruguay; y en Rio Grande do Sul, Brasil)
- Fundaciones de máquinas para las empresas RAUSA, CALNU, Fábrica Nacional de Papel
- Puentes de ferrocarril
- Torres caladas para una gran cantidad de torres de agua
- Muelles, Nueva Palmira (Uruguay)
- Planta de Refrescos del Norte, Salto  (Uruguay)
- Colegio La Mennais, Montevideo (Uruguay)
- Planta de Refrescos Fagar, San Juan (Uruguay)
- Lanas Trinidad S.A., Durazno (Uruguay)
- Lanas Trinidad S.A., Trinidad (Uruguay)
- Plaza de deportes de Trinidad, Trinidad (Uruguay)